# Gammala
Gammala (1263 – 1302) è stato un principe mongolo, figlio di Zhenjin, Principe della dinastia Yuan e nipote di Kublai Khan, figlio della principessa Kökejin.

## Biografia
Gammala venne nominato principe (Jinong) nel 1292 dopo la morte di Zhenjin. Quale principe della Corona succedette invece il fratello minore Temür.
Da Babukhan Khatun ebbe suo figlio Yesün Temür.
In seguito il titolo di Gran Khan venne assunto da Temür, Darmabala e dai suoi figli e nipoti, perciò Gammala e suo figlio Yesün Temür vennero esclusi dalla successione.
Come Jinong, Gammala ottenne la regione situata a nord del Deserto del Gobi e si preoccupò di porre il corpo di Gengis Khan nel gran mausoleo a lui dedicato.
Nel 1302 Gammala morì e Yesün Temür gli succedette come principe (Jinong).